# Ed Harcourt
Ed Harcourt (født Edward Henry Richard Harcourt-Smith; 14. august 1977) er en engelsk singer-songwriter.
Ed Harcourt mestrer flere instrumenter, men hans primære instrument er klaveret.
Debutalbummet Here Be Monsters udkom i 2001. Harcourt har i alt udgivet fire fuldlængdealbums og to opsamlingsalbums.
Hans femte album Lustre forventes at udkomme i 2010.